# Флориани, Юри
Юри Флориани (итал. Yuri Floriani; род. 25 декабря 1981, Тренто) — итальянский легкоатлет, специалист по бегу на средние дистанции, кроссу и стипльчезу. Выступал на профессиональном уровне в 2000—2017 годах, призёр командного чемпионата Европы, шестикратный чемпион Италии в беге на 3000 метров с препятствиями, участник двух летних Олимпийских игр.

## Биография
Юри Флориани родился 25 декабря 1981 года в Тренто, Трентино-Альто-Адидже.
Впервые заявил о себе на международном уровне в сезоне 2000 года, когда вошёл в состав итальянской сборной и выступил в беге на 3000 метров с препятствиями на юниорском мировом первенстве в Сантьяго.
В 2001 году бежал стипльчез на молодёжном европейском первенстве в Амстердаме.
В 2005 году отметился выступлением на чемпионате мира по кроссу в Сент-Этьене, впервые стал чемпионом Италии в беге на 3000 метров с препятствиями, занял седьмое место на Средиземноморских играх в Альмерии.
В 2006 году в стипльчезе показал девятый результат на Кубке Европы в Малаге.
В 2009 году в той же дисциплине финишировал четвёртым на Средиземноморских играх в Пескаре.
В 2010 году занял 37-е место на чемпионате Европы по кроссу в Албуфейре.
В 2011 году показал 29-й результат на кроссовом чемпионате Европы в Веленье.
В 2012 году в беге на 3000 метров с препятствиями финишировал шестым на чемпионате Европы в Хельсинки. Благодаря череде удачных выступлений удостоился права защищать честь страны на летних Олимпийских играх в Лондоне — в финале стипльчеза показал результат 8:40.07, расположившись в итоговом протоколе соревнований на 13-й строке.
В 2013 году помимо прочего стартовал на командном чемпионате Европы в Гейтсхеде и на чемпионате мира в Москве.
В 2014 году в стипльчезе занял четвёртое место на командном чемпионате Европы в Брауншвейге и 12-е место на чемпионате Европы в Цюрихе.
В 2015 году стал третьим на командном чемпионате Европы в Чебоксарах.
В 2016 году финишировал восьмым на чемпионате Европы в Амстердаме, принимал участие в Олимпийских играх в Рио-де-Жанейро — на предварительном квалификационном этапе стипльчеза показал результат 8:40.80, чего оказалось недостаточно для выхода в финальную стадию соревнований.
Завершил спортивную карьеру по окончании сезона 2017 года.